# Dalmasio Scannabecchi
Pour les articles homonymes, voir Scannabecchi.
Dalmasio Scannabecchi ou plus précisément Dalmasio di Jacopo degli Scannabecchi, né à Bologne vers 1315 et mort en 1374, est un peintre italien des débuts de la Renaissance, un des protagonistes de l'école bolonaise, actif de 1342 à 1373.

## Biographie

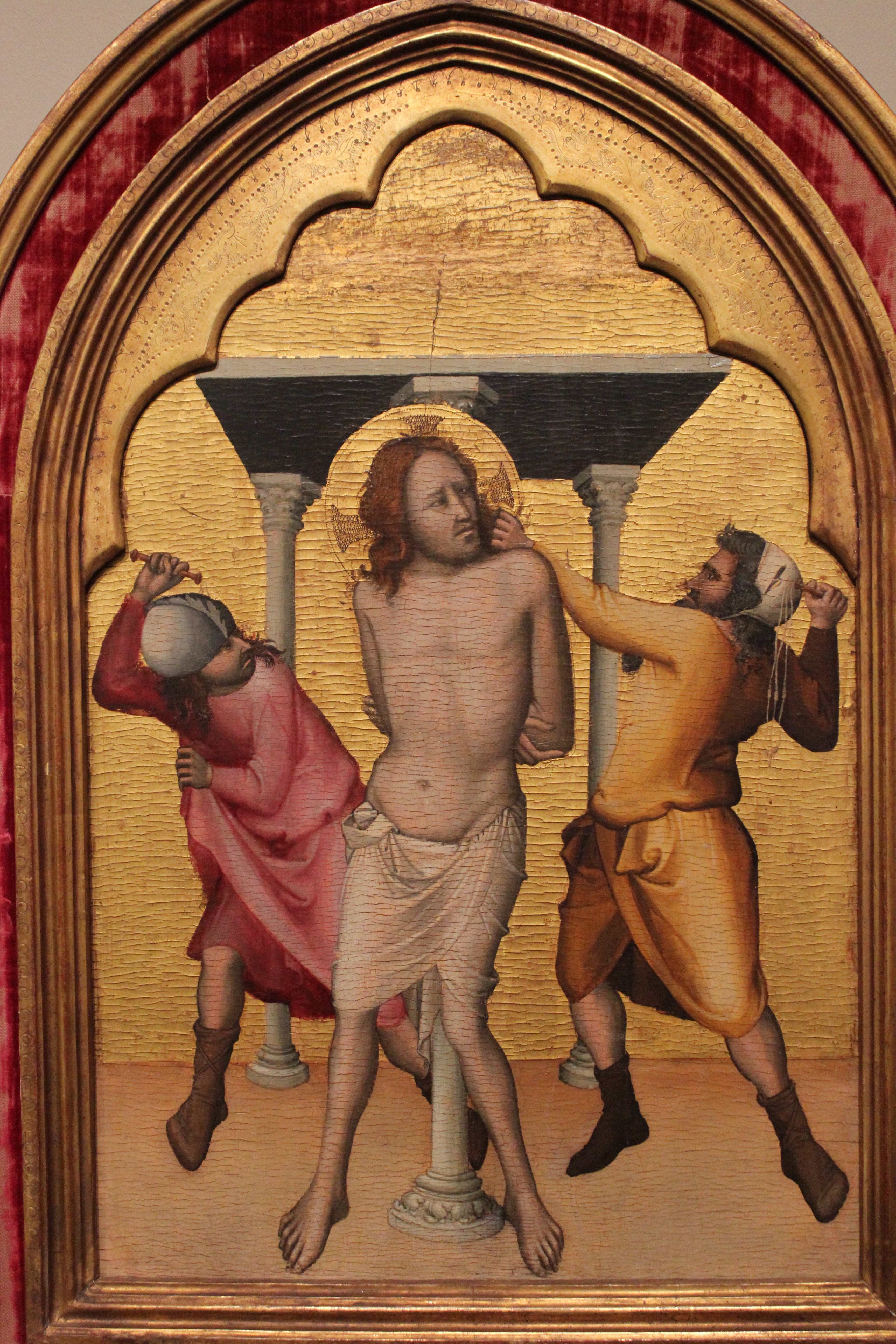
Flagellation, Musée d'art de Seattle.

Dalmasio appartenait à une branche secondaire de la famille noble des Gibelins Scannabecchi, bannie de la ville à plusieurs reprises. Il est né à Bologne vers 1315 : dans un document daté du 24 septembre 1342, où il est orphelin de son père Jacopo, il apparaît en effet comme témoin et donc déjà majeur, c'est-à-dire qu'il avait plus de vingt-cinq ans. La confirmation vient des Vingt-Cinq (listes des manipules de 25 hommes d'âge conduites par un capitaneus destiné à la garde civique), dans lesquelles son nom n'apparaît qu'en 1342.
En 1350, il épouse Lucia, sœur du peintre Simone dei Crocifissi, avec qui il est lié par des relations autant amicales que professionnelles. En recevant la dot de sa femme Lucia, le 5 avril 1350, il déclare avoir plus de vingt-cinq ans. Les autres documents, qui attestent de la présence du peintre à Bologne, actif dans la chapelle San Dalmasio et San Domenico (1352-1356 et 1370-1373), ne font malheureusement aucune référence à des peintures ou commandes artistiques attribuables à des œuvres connues.
Entre 1359 et 1365 il est documenté à Pistoia : comme nous l'apprend le Memoriali, Dalmasio nomme son beau-frère Simone comme son procureur à Bologne, qui profite à son tour de cette situation, ajoutant sa clientèle avec celle de Dalmasio. L'atelier de Dalmasio et Simone est probablement l'un des plus importants de Bologne à cette époque et connait une forte concurrence de l'atelier familial de Niccolò da Bologna et Jacopo di Paolo. Aidé par cette union prolifique, Dalmasio peut se concentrer sur le travail à Pistoia où l'on sait qu'en 1359 il est payé pour peindre et décorer les portes d'un tabernacle en marbre de l'Église Saint-Jean-hors-les-murs.
Dalmasio est probablement mort durant l'hiver 1373-1374 : le dernier document le concernant, son testament, date de novembre 1373. Son fils Lippo Dalmasio, peintre très prolifique à Bologne, serait né vers 1355 : dans la première documentation officielle relative au cadet des deux Scannabecchi, concernant un acte de vente de propriétés héritées de son père Dalmasio (août 1377), Lippo semble être accompagné de son oncle Simone car il est encore mineur.
Il a formé son fils Lippo, nommé Lippo dalle Madonne, et aussi Vitale da Bologna.

## Activité artistique et le Pseudo-Dalmasio

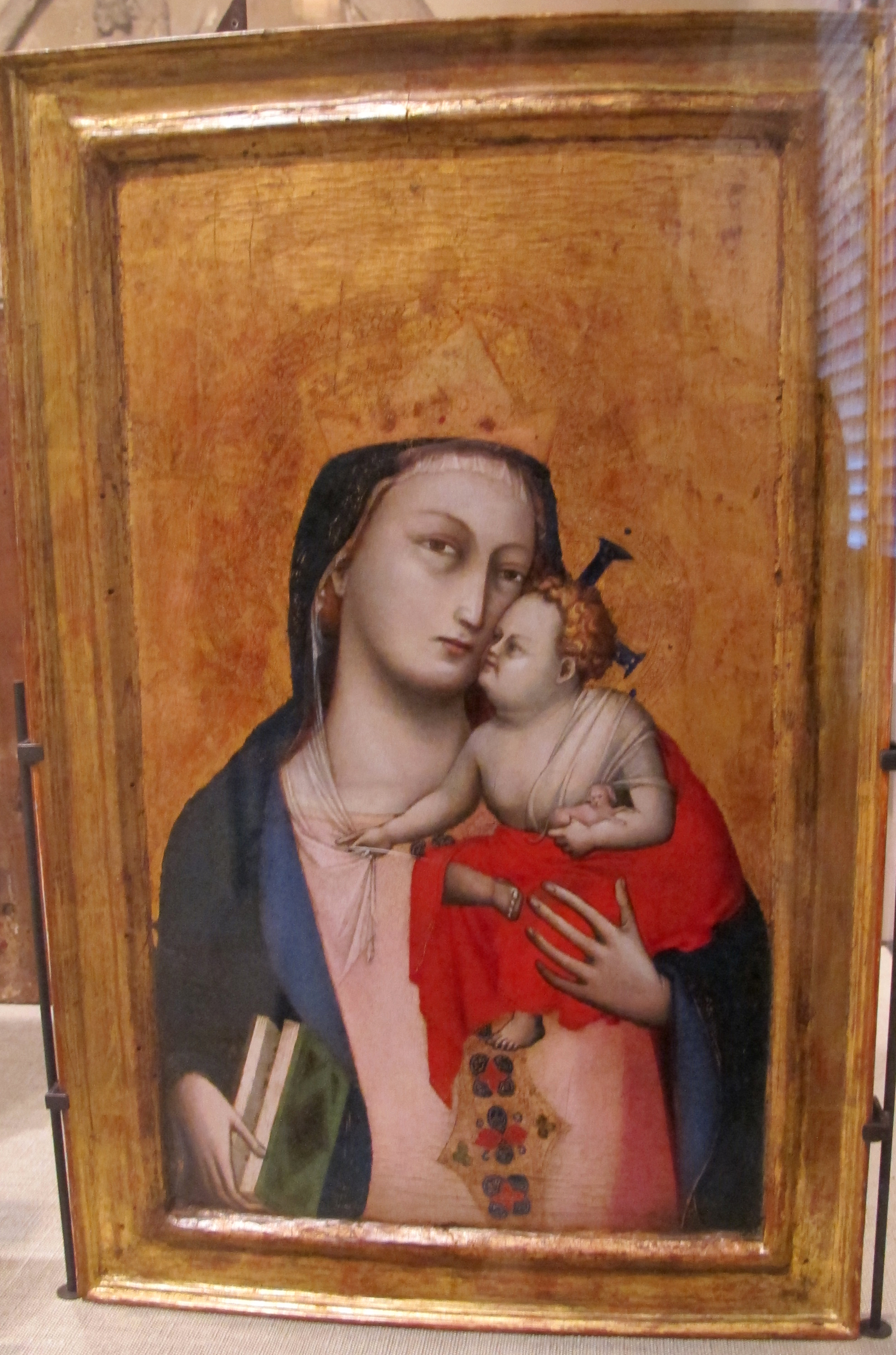
Vierge à l'Enfant et un chien, 1330-35 ca. (Bologne).

La formation artistique de Dalmasio a d'abord été influencée par les innovations de Giotto di Bondone: on croyait pouvoir reconnaître l'intervention du jeune Dalmasio dans les bustes de saints peints dans la prédelle du polyptyque signé par Giotto, créé pour une église bolognaise et aujourd'hui à la Pinacothèque nationale de Bologne. Plus tard, son style se rapproche de l'esprit narratif piquant de Vitale da Bologna. La magnifique Vierge à l'Enfant Johnson, aujourd'hui conservée au Philadelphia Museum of Art, daterait des années 1340.
Dans les années 1340, il serait à Florence, où les fresques avec les Histoires de la vie de saint Grégoire dans la Chapelle Bardi (Santa Maria Novella) lui sont attribuées (une partie de la critique actuelle date les fresques florentines des années 1330, excluant ainsi Dalmasio du rôle d'auteur et attribuant l'ensemble de l'œuvre au « Pseudo Dalmasio »).
Entre 1359 et 1363, il aurait pu peindre les fresques avec les Histoires de la vie de saint François dans l'église dédiée au saint à Pistoia : ici la référence aux Histoires giottesques similaires à Assise est évidente, à la fois dans la récupération précise des épisodes et du point de vue stylistique (Dalmasio intègre des solutions plastiques plus corsées). Un document daté de 1359 rappelle que Dalmaxius pictor bononiensis, présent à Pistoia, a peint un tabernacle pour l'église Saint-Jean-hors-les-murs ; dans les années suivantes le même Dalmasio est actif dans la ville toscane : ces données documentaires ont permis de reconnaître dans Dalmasio le peintre (de formation bolognaise évidente) qui a peint à fresque la chapelle principale de l'église San Francesco de Pistoia. De cette attribution découle le corpus d'œuvres attribuées à Dalmasio ou au « Pseudo Dalmasio ». La nécessité d'utiliser cette formule onomastique découle d'un décalage réel ou présumé entre les dates des œuvres attribuées et l'histoire chronologique du Dalmasio des documents. Selon certains auteurs, les fresques de Pistoia devraient être datées de 1343, date reportée sur une plaque in situ : cependant, la plaque ne fait pas référence à la décoration picturale, mais seulement à l'attribution de la chapelle principale à la famille Ciantori.

Œuvres de Dalmasio Scannabecchi
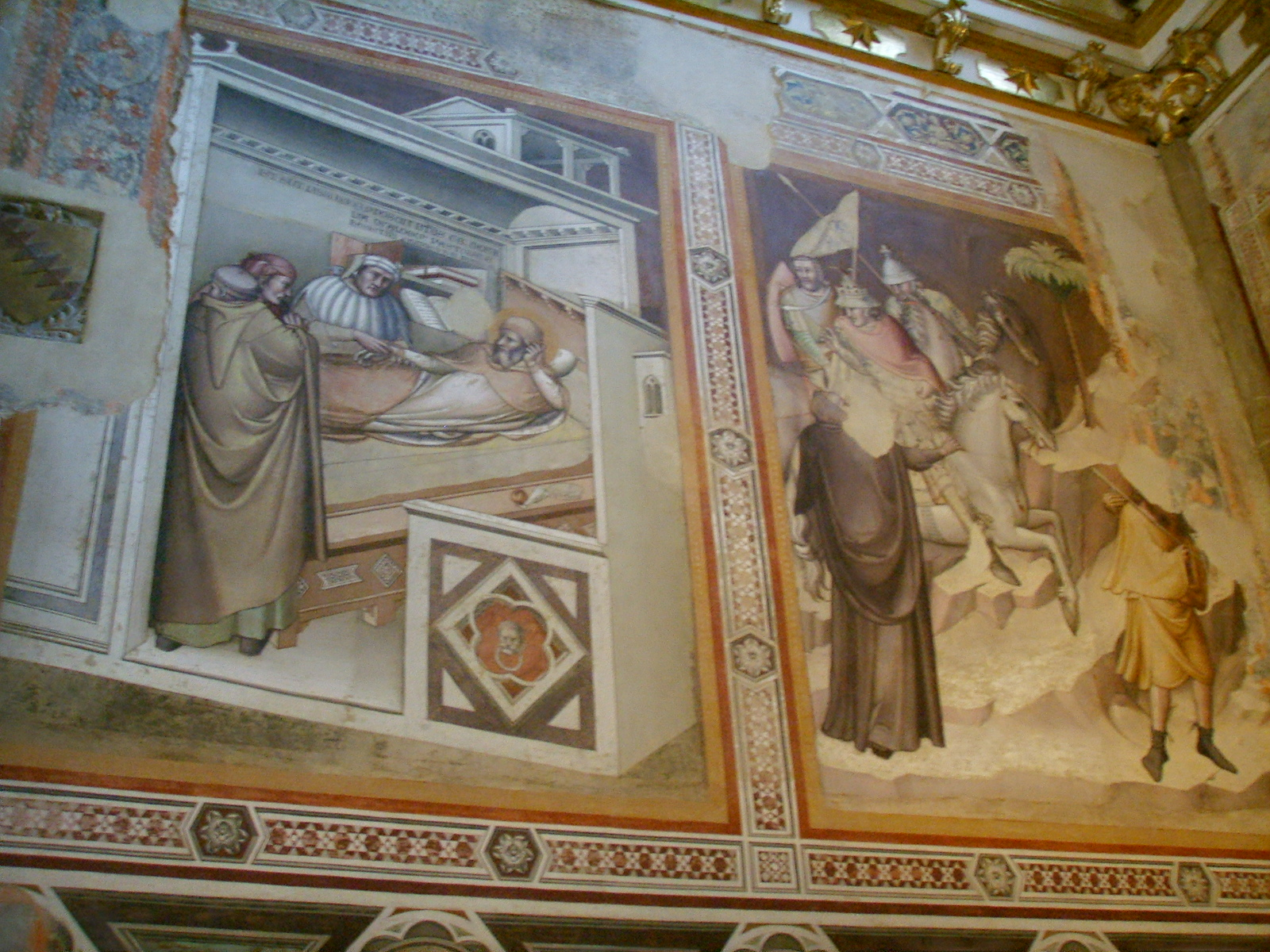
Vie de saint Grégoire, Florence, basilique Santa Maria Novella, chapelle Bardi.
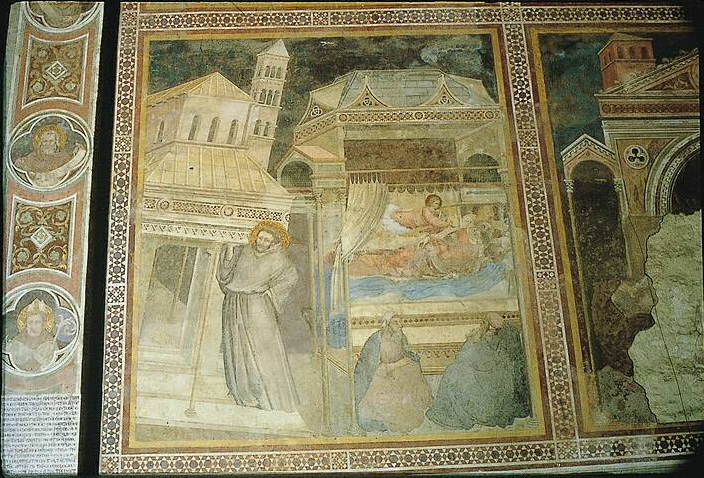
Vie de saint François (1343), détail, Pistoia, église San Francesco.

## Œuvres attribuées
- Storie della vita di San Gregorio, fresques, Florence, basilique Santa Maria Novella, chapelle Bardi.
- Storie della vita di San Francesco, fresques, Pistoia, église San Francesco.
- Madonna col Bambino, Philadelphie, Philadelphia Museum of Art, collection Johnson.
- Crocefissione, Florence, collection Acton.
- Crocefissione, provenant de la chiesa di San Martino, Pinacothèque nationale de Bologne.
- Madonna in trono col Bambino e angeli, New York, collection Askew.
- Flagellazione, Seattle, Seattle Art Museum.
- Vierge à l'Enfant en majesté avec des anges, vers 1340, tempera et or sur bois, Newark, collection Alana.
- Deposizione dalla croce, New York, collection particulière.
- Trittico con la crocefissione, provenant de la chiesa di San Vitale de Bologne, Paris, musée du Louvre.
- Sant'Onofrio, fresque sur un pilastre, Bologne, chiesa di San Martino.